# Gordon Ada
Gordon Leslie Ada AO, FAA, né le 6 décembre 1922 à Sydney et mort le 25 septembre 2012, est un biochimiste australien principalement connu pour ses contributions fondamentales en virologie et en immunologie et son leadership du Département de microbiologie au John Curtin School of Medical Research à l'université nationale australienne, où Peter C. Doherty et Rolf Zinkernagel ont effectué leurs recherches et obtenu un prix Nobel. Tous deux Zinkernagel et Doherty le tenait en haute estime, et ils l'ont invité à assister à la cérémonie de remise des prix Nobel et au dîner à Stockholm.

## Biographie
Gordon Ada est né en 1922 à Sydney. Il a étudié au Fort Street High School, puis à l'université de Sydney, diplômée du BSc en 1943, et du MSc en 1946. Après avoir terminé ses masters, il est allé à Londres pour travailler pour le National Institute for Medical Research, restant à Londres jusqu'en 1948. Lorsqu'il est retourné en Australie, il a mené des recherches au Walter and Eliza Hall Institute of Medical Research sous la direction de Frank Macfarlane Burnet et a été impliqué dans la mise en place de l'Unité de Recherche de Biochimie et de Biophysique avec Henry Holden. Au  Hall Institute, il a d'abord travaillé sur les virus qui provoquent la grippe et l'encéphalite de Murray Valley. Il a été le premier à démontrer que la grippe est un virus à ARN et a obtenu son DSc par l'université de Sydney en 1959. À partir de 1962, il s'est concentré sur les réactions immunitaire, démontrant que les antigènes ne sont pas présents dans les cellules qui produisent des anticorps, en s'appuyant sur la théorie de Burnet sur la sélection clonale.
En 1968, Gordon Ada a été nommé à la tête du Département de microbiologie au John Curtin School of Medical Research de l'université nationale australienne, succédant à Frank Fenner. Il a occupé le poste pendant 20 ans; au cours de sa période de leadership, l'école est devenue un centre international pour l'étude de l'immunité cellulaire. Il a également été actif dans l'Organisation mondiale de la santé à partir de 1971, son implication dura plus de 20 ans. Tout en restant basé en Australie, il a passé beaucoup de temps aux États-Unis à partir de 1988, devenant directeur adjoint puis directeur de la Johns Hopkins School of Hygiene and Public Health à Baltimore.
Ses dernières années dans la science ont été utilisées en tant que Professeur invité à la John Curtin School, où il a été impliqué dans le développement d'un vaccin possible contre le VIH. Durant cette période, il a également écrit un livre accessible et informatif de vulgarisation scientifique sur l'immunité : Vaccination: The Facts, the Fears, the Futur, publié en 2001.
Il est mort le 25 septembre 2012.